# Konrad Stange
Konrad Stange, także Conradus Stango, Stanghe (urodz.?, zm. ?) – komtur ziemi chełmińskiej w roku 1289, komtur ragnetyński w latach 1291–1293, komtur toruński w latach 1293–1296.

## Życiorys
Konrad wywodził się z rodziny ministeriałów będącej burgmanami w Altenburgu. Pochodził z historycznego regionu Pleißenland i był kolejnym rycerzem zakonu krzyżackiego wywodzącym się z rodziny Stange.
Konrad Stange do Prus przybył około roku 1278. W tymże roku u boku mistrza krajowego Konrada von Thierberga Młodszego brał udział w odnowieniu przywileju Henryka Balka dla polskiego rycerstwa ziemi chełmińskiej. W latach 1283–1287 związany był z królewieckim konwentem, w którym zasiadał na stanowisku wicekomtura. W roku 1289 objął funkcję komtura ziemi chełmińskiej, by następnie w 1291 stanąć na czele ragnetyńskiego konwentu. Latem 1292 roku zorganizował siłami ragnetyńskiego komturstwa udaną odsiecz zagrożonej przez Żmudzinów nadniemeńskiej twierdzy Junigeda. Po roku 1293 przesunięty został na stanowisko komtura Torunia, a po roku 1296 związał się z ówczesnym komturem ziemi chełmińskiej Konradem Sackiem, będąc w jego otoczeniu najprawdopodobniej do końca 1298 roku.
W następnym roku, latem 1299 brał udział w kapitule prowincjonalnej w Elblągu. Kapituła zwołana została w wyniku kryzysu na szczytach władzy zakonu krzyżackiego. Bracia zakonni związani z prowincją pruską zarzucali wielkiemu mistrzowi Gotfrydowi von Hohenlohe oraz jego otoczeniu zaniedbywanie prowincji pruskiej. Konrad Stange wraz z Helwigiem von Goldbachem, późniejszym mistrzem krajowym, z poruczenia elbląskiego konwentu stanął na czele poselstwa, które w Wiedniu w imieniu zbuntowanych braci przedstawiło wielkiemu mistrzowi krytyczną ocenę jego działań.